# Alain Maury (astronome)
Pour les articles homonymes, voir Alain Maury et Maury.
Ne doit pas être confondu avec l'astronome américaine Antonia Maury.
Alain J. Maury est un astronome français, né en 1958 à Pompey.

## Biographie
Alain J. Maury passe sa jeunesse à Champigneulles, puis Frouard, en France, et fréquente le lycée Henri-Poincaré de Nancy, dans les années 1970. Il est ancien élève de l'école Louis-Lumière.

## Activités professionnelles
Il est membre de l'Union astronomique internationale, il découvre la comète périodique 115P/Maury, la comète non périodique C/1988 C1 (Maury-Phinney) et codécouvre la comète 198P/ODAS.
Photographe scientifique travaillant sur le Palomar Sky Survey II à l'observatoire Palomar. Découvreur de comètes et de planètes mineures qui s'approchent de la Terre, Maury commence sa carrière professionnelle en France au télescope de Schmidt du CERGA. Il rejoint l'équipe du Mont Palomar de 1984 à 1988.
Lassé de devoir écrire « astéroïdes passant à proximité de la Terre » ou NEO (Near Earth Objects), ou NEA (Near Earth Asteroids), il invente le mot géocroiseur en 1993.
Il découvre plusieurs astéroïdes géocroiseurs dont l'astéroïde Apollo (3838) Épona et les astéroïdes Amor (5370) Taranis et (11284) Belenos.
Il participe au programme OCA-DLR Asteroid Survey (ODAS), qui découvre plus d'un millier d'astéroïdes durant les trente mois de son déroulement, entre 1996 et 1999. Ainsi, il baptise un astéroïde de la ceinture principale : (17777) Ornicar, découvert le 24 mars 1998 à Caussols. Le 21 septembre 1998, il découvre un nouvel astéroïde qu'il baptise (27052) Katebush en l'honneur de l'artiste. En remerciement, celle-ci invitera le scientifique à assister à l'un de ses concerts.
Depuis 2003, Maury et son épouse Alejandra disposent de leur propre observatoire près de San Pedro de Atacama dans le nord du Chili.
En mai 2021, Alain Maury et Georges Attard commencent un nouveau programme de détection d'astéroïdes géocroiseurs, utilisant le logiciel Tycho Tracker de Daniel Parrott. Le programme prend le nom de MAP (carte en anglais, initiales de Maury/Attard/Parrott). A partir de 2023, les rejoignent Jean Marc Mari et Florian Signoret et le nom du programme devient MAPS (Maury/Mari/Attard/Parrott/Signoret). Utilisant 2 puis 4 télescopes RASA de la marque Celestron. Le programme MAPS est actuellement le 4eme programme le plus prolifique de découverte d'astéroïdes geocroiseurs et de comètes dans le monde (derrière les programmes financés par la NASA). Le programme a découvert plus de 260 astéroïdes geocroiseurs et 5 comètes.
C/2021 J1 (Maury-Attard)
P/2021 U3 (Attard-Maury)
C/2021 X1 (Maury-Attard)
C/2022 J1 (Maury-Attard)
C/2022 N1 (Attard-Maury)

## Astéroïdes découverts
| (4482) Frèrebasile | 1er septembre 1986 |                 |
| (5370) Taranis     | 2 septembre 1986   |                 |
| (3838) Épona       | 27 novembre 1986   |                 |
| (21001) Trogrlic   | 1er avril 1987     |                 |
| (4404) Enirac      | 2 avril 1987       |                 |
| (120452) Schombert | 6 juillet 1988     |                 |
| (4558) Janesick    | 12 juillet 1988    | avec J. Mueller |
| (11284) Belenos    | 21 janvier 1990    |                 |
| (152188) Morricone | 27 août 2005       | avec F. Mallia  |

## Distinction
L'astéroïde (3780) Maury porte son nom. La citation de nommage est fournie par David H. Levy à la demande du découvreur. À noter aussi, (4404) Enirac porte le prénom de la première épouse du découvreur, Carine, épelé à l'envers ; (8184) Luderic porte le prénom de son fils (avec le jeu numérique 3780 + 4404 = 8184) ; (29634) Sabrinaaksil est nommé d'après sa belle-fille ; et (37818) Juliamaury est nommé d'après sa petite fille (avec 8184 + 29634 = 37818).
Alain Maury est nommé au prix du centenaire de la Société astronomique de France ainsi qu'au prix Julien Saget en 1997.